# Émile Chautard
Émile Pierre Joseph Chautard (ur. 7 września 1864 w Paryżu, zm. 24 kwietnia 1934 w Los Angeles) – amerykański aktor i reżyser pochodzenia francuskiego.

## Życiorys
Debiutował jako aktor komediowy w paryskim Odeonie pod koniec XIX wieku. W 1910 roku wyprodukował wspólnie z Victorinem Jassetem swój pierwszy film: Eugenię Grandet (według powieści Balzaca). W 1911 roku zrealizował kolejny film oparty na prozie francuskiego mistrza: Cezara Birotteau.
Zaangażował się w przygodę z "filmem artystycznym". Był głównym reżyserem i dyrektorem artystycznym Stowarzyszenia Komediantów i Autorów Dramatycznych (ACAD). Zrealizował między innymi Tajemnicę żółtego pokoju według Gastona Leroux i l'Aiglon według Edmonda Rostanda, w którym zagrał rolę Napoleona Bonaparte.
W 1914 roku wyemigrował do Stanów Zjednoczonych, gdzie zrealizował około 40 filmów.
Od 1925 roku występował głównie jako aktor w zróżnicowanym repertuarze. Zagrał Goriota w Ojcu Goriocie E. Masona Hoppera (1926), francuskiego generała w Maroku (1930) Josefa von Sternberga i francuskiego oficera w Szanghaj Ekspres (1932).

## Twórczość

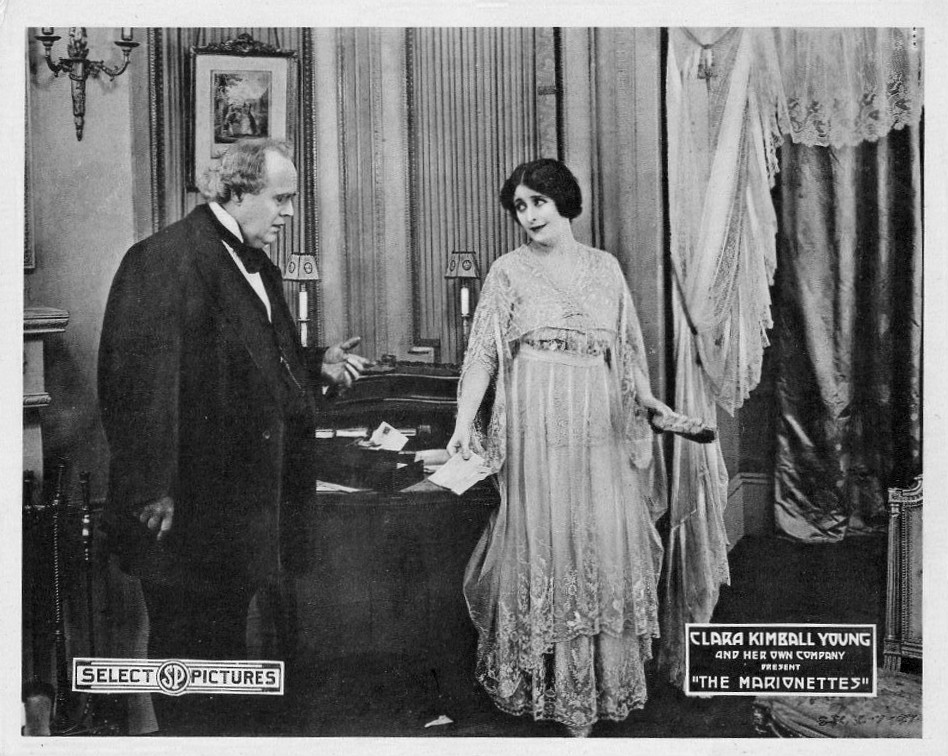
The Marionettes (1918)

### Reżyser
- 1911 : Fumeur d'opium (scenariusz André de Lorde)[1]
- 1911 : Une nuit d’épouvante (scenariusz André de Lorde)[1]
- 1912 : Le Cercueil de verre (scenariusz André de Lorde)[1]
- 1913 : Le Sculpteur aveugle (scenariusz André de Lorde)[1]
- 1913 : La Malédiction (scenariusz André de Lorde)[1]
- 1913 : Jean la Poudre (współtwórca: Maurice Tourneur)
- 1913 : Le Mystère de la chambre jaune
- 1913 : La Dame de Monsoreau[2]
- 1914 : Bagnes d'enfants (scenariusz André de Lorde)[1]
- The House of Glass (1918)1918 : The House of Glass
- 1918 : The Marionettes

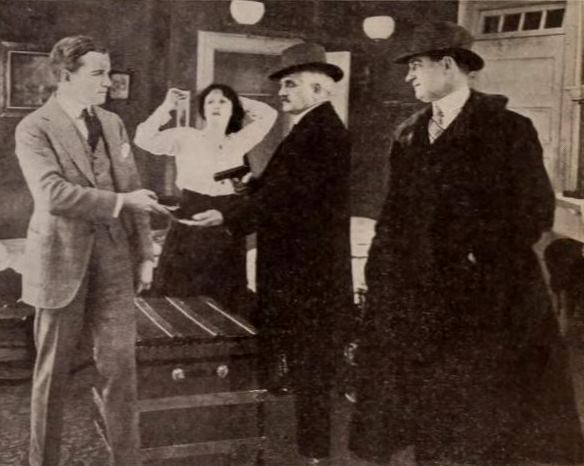
The House of Glass (1918)

- 1919 : The Mystery of The Yellow Room (2 wersja)

### Aktor
- 1910 : Fouquet, l’homme au masque de fer
- 1926 : Bardelys the Magnificent,  Kinga Vidora
- 1926 : Broken Hearts of Hollywood Lloyda Bacona
- 1927 : 7th Heaven Franka Borzage
- 1927 : Now We're in the Air Franka R. Strayera
- 1929 : Marianne Roberta Z. Leonarda
- 1930 : Free and Easy Edwarda Sedgwicka
- 1930 : Mysterious Mr. Parkes Louisa Gasniera
- 1930 : Morocco Josefa von Sternberga
- 1932 : Shanghai Express Josefa von Sternberga
- 1932 : Blonde Venus Josefa von Sternberga
- 1932 : Rasputin and the Empress Ryszarda Bolesławskiego i Charlesa Brabina
- 1933 : The Devil’s in Love Williama Dieterle
- 1933 : Design for Living Ernsta Lubitscha
- 1934 : Viva Villa! Jacka Conwaya